# Raninoides louisianensis
Raninoides louisianensis är en kräftdjursart som beskrevs av M. J. Rathbun 1933. Raninoides louisianensis ingår i släktet Raninoides och familjen Raninidae. Inga underarter finns listade i Catalogue of Life.